# Яловий Степан Степанович
Степа́н Степа́нович Ялови́й (15 грудня 1914 — 5 березня 1978) — цирковий акробат, згодом адміністратор Київського цирку; один із групи братів Ялових. Заслужений працівник культури Української РСР з 1968 року.

## Біографія
Народився 15 грудня 1914 року. Протягом 1931—1934 років працював у партнерстві з молодшими братами; з 1935 року — головний адміністратор, згодом заступник директора, директор-розпорядник Київського цирку.
У роки німецько-радянської війни очолював фронтові бригади. Опісля організувував гастролі братів по Монгольській Народній Республіці, країнах Близького Сходу, Австралії, Японії, Сполучених Штатах Америки. Член Комуністичної партії Радянського Союзу з 1964 року.
Помер 5 березня 1978 року.